# Bolest (film, 2017)
Bolest (v originále La Douleur) je francouzský hraný film z roku 2017, který režíroval Emmanuel Finkiel podle stejnojmenného románu Marguerite Durasové z roku 1985. Snímek měl světovou premiéru na filmovém festivalu v Angoulême dne 27. srpna 2017.

## Děj
Francie je stále pod německou okupací. Spisovatel a komunista Robert Antelme, hlavní postava odboje, je zatčen a deportován. Jeho žena Marguerite Durasová, spisovatelka a odbojářka, je plná úzkostí z toho, že o něm nic neví, a kvůli jejímu románku s manželovým soudruhem Dionysem Mascolem. Seznamuje se s francouzským agentem pracujícím pro gestapo, Pierrem Rabierem, a je připravena udělat cokoli, aby našla svého manžela. Tím začíná její nejednoznačný vztah s tímto problémovým mužem, který jí jako jediný může pomoci. Konec války a návrat z koncentračních táborů znamená pro Marguerite začátek nesnesitelného čekání uprostřed chaosu během osvobození Paříže.

## Obsazení
| Mélanie Thierry           | Marguerite Duras                          |
| Benoît Magimel            | Pierre Rabier                             |
| Emmanuel Bourdieu         | Robert Antelme                            |
| Benjamin Biolay           | Dionys Mascolo                            |
| Grégoire Leprince-Ringuet | Morland                                   |
| Shulamit Adar             | Madame Katz                               |
| Salomé Richard            | žena při repatriaci vězňů na Gare d'Orsay |
| Anne-Lise Heimburger      | Madame Bordes                             |
| Patrick Lizana            | Georges Beauchamp                         |
| Joanna Grudzińska         | Thérèse                                   |
| Caroline Ducey            | klient v restauraci Saint-Georges         |
| Laure Giappiconi          | ošetřovatelka ve věznici                  |

## Ocenění
- Mezinárodní festival historických filmů v Pessacu: cena odborné poroty
- Filmový festival Muret: ocenění za režii
- Filmový festival v Cabourgu: Swann d'or pro nejlepší herečku (Mélanie Thierry), Swann d'Or pro nejlepší adaptovaný scénář (Emmanuel Finkiel)
- Filmový festival v Croisicu: nejlepší adaptace (Emmanuel Finkiel), cena poroty, nejlepší herečka (Mélanie Thierry)

- César: nominace v kategoriích nejlepší film, nejlepší režie (Emmanuel Finkiel), nejlepší herečka (Mélanie Thierry), nejlepší adaptace (Emmanuel Finkiel), nejlepší kostýmy (Anaïs Romand a Sergio Ballo), nejlepší kamera (Alexis Kavyrchine), nejlepší výprava (Pascal Le Guellec), nejlepší zvuk (Antoine-Basile Mercier, David Vranken a Aline Gavroy)